# Темрява перед світанком
Темрява перед світанком (англ. Dark Before Dawn) — американський бойовик.

## Сюжет
Фермери з Канзасу вимагають справедливості, скаржачись на те, що дотації які виділяє урядом, дістаються не їм, а іноземній корпорації «Фармкор», яка конкурує з місцевими фермерами. Журналіст Роджер Крендолл з Вашингтона вирушає до того сільського району, де живе і працює його колишній бойовий товариш по В'єтнаму. Незабаром він дізнається про діяльність корпорації те, що знати йому не слід було, і його вбивають. Подруга убитого, Джессіка, теж журналістка, не вірить у те, що друг загинув в результаті нещасного випадку. Вона повинна знайти докази злочинної діяльності «Фармкора».

## У ролях
- Репарата Маццола — Джессіка
- Пол Ньюсом — Роджер
- Сонні Гібсон — Джефф
- Вуді Вотсон — Лютер
- Морган Вудворд — Джей Бі Вотсон
- Роберт Міллер — Отіс
- Том Шрейер — Лу
- Вільям Дональдсон — Ед
- Барбара Хенсон — Ред
- Джефф Остерхейдж — Енді
- Біллі Драго — лідер Cabalista
- Джон Мартін — Сенатор Генрі Венс
- Джефф Кокс — Ерл
- Бак Тейлор — Чарлі
- Батч МакКейн — журналіст
- Тоні Селларс — журналіст